# Biblioteca Pública y Municipal Domingo Faustino Sarmiento
La Biblioteca Pública y Municipal Domingo Faustino Sarmiento se encuentra localizada en la ciudad de Quilmes. Fue fundada en enero de 1871 e inaugurada oficialmente en 1872, dos años después de la creación de la Comisión Nacional de Bibliotecas Populares (CONABIP), por lo que es una de las primeras bibliotecas populares y una de las pocas de aquella época que aún siguen funcionando (hoy como biblioteca pública). Forma parte de la Manzana Histórica y, en consecuencia, del Patrimonio Histórico y Cultural de Quilmes desde 1988.

## Historia
Ya desde el año 1860 existía el proyecto para la creación de una biblioteca pública para la ciudad. Diez años después se formó una comisión liderada por el Dr. José Antonio Wilde, con el mismo objetivo. Gracias a la promulgación, el 23 de septiembre de 1870, de la Ley 419, conocida como la "Ley Sarmiento" de protección de bibliotecas populares (que dio origen a la CONABIP), el proyecto se pudo llevar a cabo.
El 13 de marzo de 1872, por una propuesta del presidente de la municipalidad, Agustín Armesto, se crea la comisión directiva de la Biblioteca Pública de Quilmes, presidida por Mariano Otamendi, con el Dr. José Antonio Wilde como vicepresidente. El 8 de diciembre de ese año se inaugura oficialmente y el 8 de enero del año próximo es abierta al público.
Para el año 1896, más precisamente el 19 de enero, se solicita a la municipalidad, por parte de la Sociedad Estímulo de Bellas Artes (que administraba la biblioteca), el terreno que ocupa actualmente en la esquina de las calles Mitre y Alem (llamada Tres de Febrero en aquella época). Hasta ese momento, se encontraba dentro de la casa municipal, hecho que perjudicaba tanto a la institución misma como a su relevancia en la sociedad por estar prácticamente oculta.
Durante la intendencia de José Andrés López, se establece la construcción del nuevo edificio y se incorpora la biblioteca al patrimonio municipal, por ordenanza del 7 de diciembre de 1904.
Su nombre actual le fue dado en 1935.
El edificio fue ampliado en dos oportunidades. En 1978, se incluyeron la Hemeroteca, el Taller de Encuadernación y el Departamento de Técnica. En 1987 se inauguró la ampliación de la sala de lectura, se remodeló la recepción, y se crearon el Archivo y la Biblioteca Histórica, nombrada sede de la Junta de Estudios Históricos de Quilmes (fundada por Decreto el 12 de julio de 1940, por el Comisionado Municipal Dr. Fernando Pozzo) así como de la Asociación Cultural Sanmartiniana de Quilmes (fundada el 2 de julio de 1961).

## Características y datos de interés
La biblioteca se distribuye en dos plantas. Su fondo bibliográfico consta de unos 70.000 volúmenes y su Archivo Histórico posee ejemplares del siglo XIX, que incluyen algunos de la época de su fundación. Ofrece los servicios de:
- Sala de lectura
- Referencia o consulta
- Préstamo a domicilio
- Préstamo interbibliotecario
- Apoyo y asesoramiento
- De bibliografías
- Sala de Archivo Histórico

Además, se realizan diferentes eventos y actividades culturales y educativas.